# Karangdayu
Karangdayu is een bestuurslaag in het regentschap Bojonegoro van de provincie Oost-Java, Indonesië. Karangdayu telt 3567 inwoners (volkstelling 2010).